# Fets del sis d'octubre
|  | Per a altres significats, vegeu «Fets del 6 d'octubre». |

Els Fets del sis d'octubre van ser un moviment insurreccional del govern autònom de Catalunya contra la involució conservadora del règim republicà que tingueren lloc el 6 d'octubre de 1934, quan el president Lluís Companys proclamà l'Estat Català de la República Federal Espanyola. Aquest intent secessionista desembocà en l'empresonament dels membres del Govern de Catalunya i la suspensió de l'Estatut de Núria per part de l'estat espanyol.
Al mateix temps, a Astúries –en el que s'anomenà la Revolució d'Astúries– els fets foren molt més sagnants amb centenars de morts per l'enfrontament entre la Guàrdia Civil i l'exèrcit contra l'Aliança Obrera.

## Antecedents
Després de la dictadura de Primo de Rivera (1923–1930), el rei Alfons XIII encapçalà la transició cap a la democràcia i el 12 d'abril de 1931 es convocaren unes eleccions municipals que donaren una victòria aclaparadora al líder d'Esquerra Republicana de Catalunya (ERC), Francesc Macià, que el 14 d'abril proclamà «la República Catalana com Estat integrant de la Federació ibèrica». Al cap d'unes hores, la Segona República Espanyola era proclamada a Madrid. Unes negociacions entre tots dos nous poders, de Madrid i Barcelona, desembocaren, el 17 d'abril, en el restabliment provisional de la Generalitat de Catalunya, amb Francesc Macià com a president de la institució restaurada.
El 9 de setembre de 1932 les Corts aprovaren després de fortes retallades l'Estatut d'Autonomia, i al cap de poques setmanes se celebraven eleccions al Parlament de Catalunya. La cambra legislativa es constituí el 6 de desembre amb Lluís Companys com a primer president. El dia de Nadal de 1933 morí el president Macià i el dia 1 de gener de 1934 Companys fou elegit per a succeir-lo.
El gener de 1934 Catalunya assumia facultats judicials amb la creació del Tribunal de Cassació i nous poders executius, incloent-hi els d'Ordre Públic en desaparèixer de l'estructura política la figura dels governadors civils, que representaven el govern espanyol a Catalunya.
Mentrestant, a Espanya, el novembre de 1933 se celebren les segones eleccions generals republicanes, que foren guanyades per la coalició del Partit Republicà Radical d'Alejandro Lerroux i la CEDA de José Maria Gil Robles; comença així el que alguns han anomenat Bienni Negre.
Les diferències polítiques entre el govern d'esquerra de la Generalitat i els governs de centredreta de Madrid dificultaven les relacions entre ambdós poders i l'exercici normal de l'autonomia. Per exemple, l'aprovació l'abril de 1934 pel Parlament d'una Llei de Contractes de Conreu moderada obtingué l'oposició immediata de la Lliga Regionalista i dels grans propietaris que, amb l'ajut del govern espanyol, n'aconseguiren l'anul·lació per anticonstitucional. Aquest fet obrí una greu crisi política entre Madrid i Barcelona i una exacerbació nacionalista considerable que afavorí les activitats paramilitars i les propagandes independentistes de les Joventuts d'Esquerra Republicana-Estat Català, dirigides per Josep Dencàs. En aquells moments, després de la mort de Macià, dins el si d'Esquerra Republicana de Catalunya hi havia una gran conflictivitat entre els sectors clarament independentistes representats per la gent d'Estat Català (cal recordar que Estat Català ingressà amb Macià al capdavant dins d'ERC però comptava amb autonomia i controlava les Joventuts) i la resta de sectors més autonomistes representats per la gent del sector del Partit Republicà Català (Lluís Companys, etc.) i la del grup de l'Opinió (Lluhí i Vallescà, Josep Tarradellas, etc.).

## Els dies anteriors

### Preparacions de la Generalitat

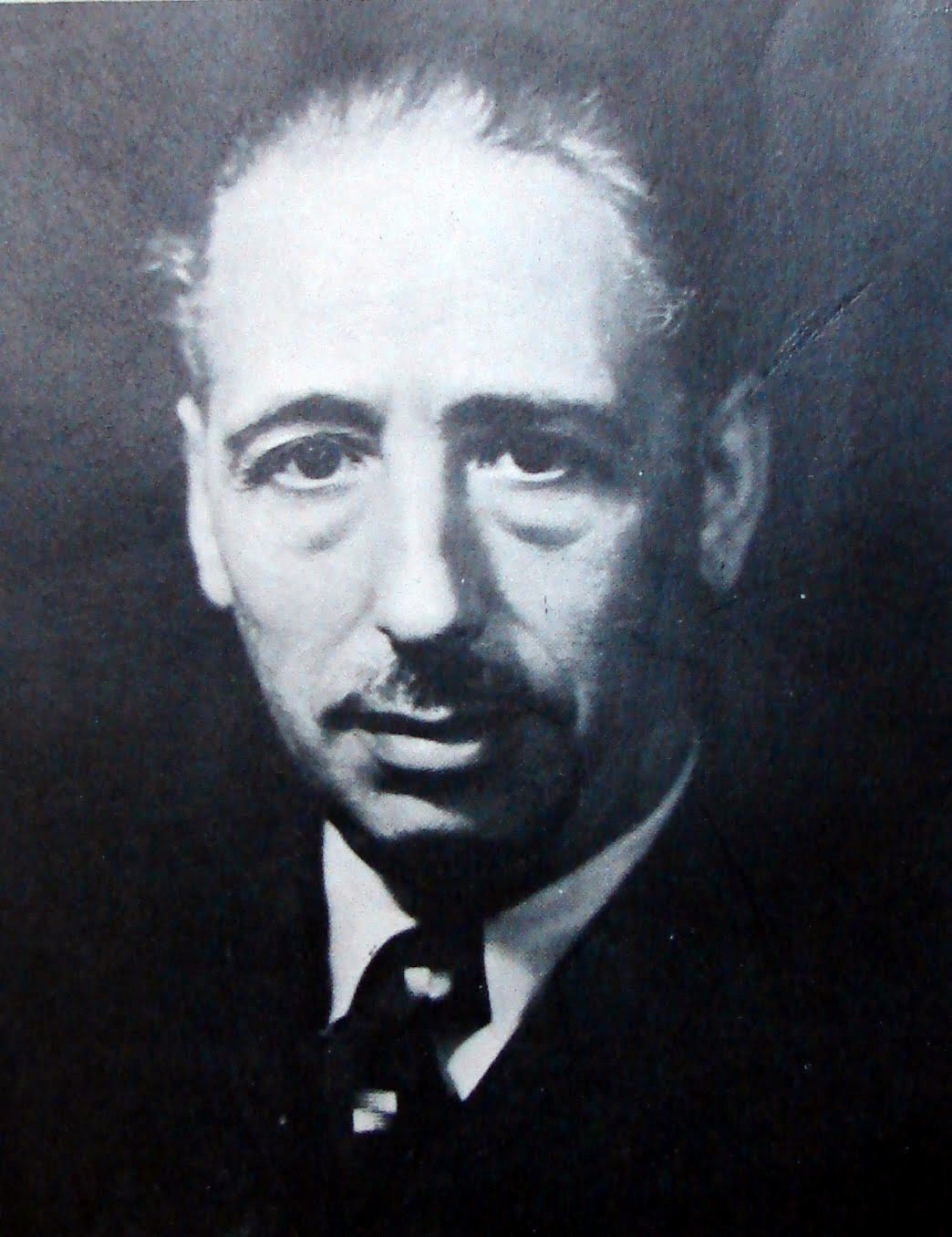
El President Lluís Companys

Josep Dencàs, cap d'Estat Català des de la mort de Francesc Macià, assolí la conselleria de Governació el 28 de juny de 1934 enmig del conflicte de la Llei de Contractes de Conreu, i el president de la Generalitat li encarregà la formació d'un Comitè Revolucionari secret format per gent de diversos partits nacionalistes per tal de preparar una insurrecció armada. Miquel Badia fou nomenat cap de serveis de la Comissaria General d'Ordre Públic de la Generalitat dins les reformes fetes per Dencàs dins els cossos policials per tal de restar poder als comandaments espanyolistes que hi havia fins aleshores. Miquel Badia, però, desenvolupà la seva tasca només durant set mesos i fou forçat a dimitir el mateix mes de setembre per l'afer que protagonitzà als jutjats de Barcelona durant el judici de Josep Maria Xammar. En lloc seu fou nomenada una persona propera a Lluís Companys, Coll i Llach; pel fet de no ser independentista (era antic militant de la Unión Patriótica), el seu nomenament en un lloc d'una importància tan cabdal fou causa de protestes dins el Comitè fins al mateix dia de la proclama. Companys insistí a ultrança a mantenir-lo al càrrec. El dia 2 d'octubre caigué el govern de Ricardo Samper i dos dies després Alejandro Lerroux formà un govern amb tres ministres de la CEDA, coalició no republicana alguns membres de la qual havien proclamat que substituirien el mateix Lerroux així que poguessin. Immediatament fou declarada una vaga general a tot Espanya.
El dia 4 d'octubre els Mossos d'Esquadra reberen l'ordre de concentrar-se a Barcelona i repartir-se pels diversos edificis de la Generalitat. El divendres 5 d'octubre, l'Aliança Obrera de Catalunya també declarà la vaga general amb el suport tàcit de la mateixa Generalitat però sense el suport de la CNT, i Barcelona queda paralitzada. Dencàs féu detenir alguns dirigents anarquistes. Els escamots d'Estat Català anaven mal armats, ja que Lluís Companys havia refusat sistemàticament totes les comandes d'armes que se li havien fet des del Comitè Revolucionari que ell mateix havia creat per preparar la revolta. Les forces d'ordre públic que podia utilitzar la Generalitat es limitaven a 400 Mossos d'Esquadra comandats per Enric Pérez Farràs i 3.200 Guàrdies d'Assalt comandats pel tinent coronel Joan Ricart (cos que estava a les ordres del CGOP Pere Coll i Llach). Cal afegir-hi també els escamots d'Estat Català amb 3.400 militants armats dirigits per Miquel Badia i Capell, els quals es van desplegar per Barcelona durant el dia 5. L'Aliança Obrera amb prou feines mobilitzà un miler de persones en no tenir el suport ni de la CNT i de la Unió de Rabassaires. L'Aliança Obrera i Estat Català perseguien objectius diferents (la revolució social els uns, la independència els altres) però, mancats de mitjans, no pogueren arrabassar la iniciativa al govern de la Generalitat que en aquells fets tingué una actuació molt irregular. Tots aquests ingredients feren que molts dels mobilitzats es dissolguessin la tarda-vespre del 6 d'octubre.

### Preparacions del govern espanyol
Setmanes abans que esclatés el conflicte, el general Batet ja era conscient que es podia produir un xoc entre les institucions. Com que malgrat la situació ell era lleial a les institucions republicanes de Madrid, Batet va intentar neutralitzar les forces d'ordre públic de la Generalitat confiant que el capità Bartomeu Muntané (cap d'una de les esquadres dels Mossos d'Esquadra) detingués llurs companys i superiors arribat el moment propici. Muntané es va negar a complir aquesta missió i va explicar les intencions del general al seu company, el capità Frederic Escofet, però tampoc no volia haver-se d'enfrontar a l'exèrcit, institució a la qual pertanyia com a militar: per això es va donar de baixa del cos català i va demanar ingressar a les tropes d'ocupació del Marroc, petició que fou concedida immediatament.
Malgrat tot, sembla probable que el govern de la Generalitat tingués l'esperança que Batet, arribat el moment, es posaria al costat de Catalunya. El cert és que el dia 5 d'octubre Batet i el president Companys s'entrevistaren a la Casa dels Canonges, fet que féu créixer aquestes esperances.

## Els Fets del sis d'octubre

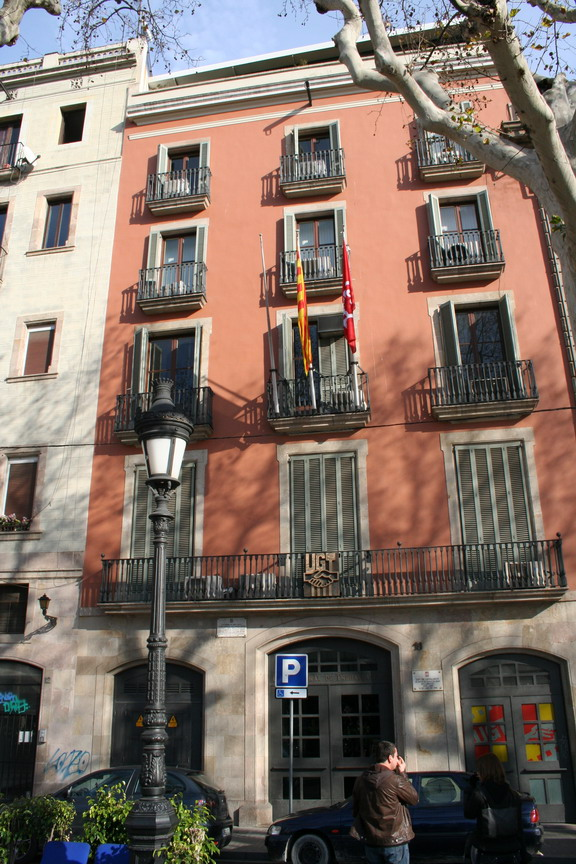
Seu del CADCI durant els fets del 6 d'octubre, a la Rambla de Santa Mònica de Barcelona, un dels llocs on hi va haver enfrontaments.

Al llarg d'aquell dissabte dia sis, la vaga general es va desenvolupar com de costum, però gràcies a la protecció de la Generalitat no es va alterar l'ordre públic. Els carrers de Barcelona eren patrullats constantment pels escamots d'Estat Català, l'Aliança Obrera i la Guàrdia d'Assalt: aquesta última havia instal·lat ja metralladores a la plaça de Catalunya i l'Aliança va ocupar la seu de Foment del Treball Nacional a la Via Laietana (però sense armament, ja que Dencàs s'havia negat a proporcionar-los-en), mentre que els partidaris del PSOE es concentraren a la Casa del Poble al carrer Nou de Sant Francesc. Els partits independentistes havien preparat grups amb fusells als locals de La Falç (davant del Palau de la Virreina), la Sala Mozart (al carrer Canuda, a la qual hi havia els dirigents de Nosaltres Sols!), Partit Nacionalista Català, i el local del CADCI (a la rambla de Santa Mònica; al qual hi havia Jaume Compte amb 30 homes i 17 fusells). Els Mossos d'Esquadra tenien la missió de protegir els edificis de la Generalitat.
Al migdia el comandant Pérez Farràs va distribuir els mossos del Parlament en un dispositiu al llarg de la Via Laietana, el carrer Jaume I i la plaça Sant Jaume. En total per la defensa del Palau de la Generalitat i els seus voltants comptava amb uns 300 mossos.
A última hora de la tarda es va celebrar la manifestació anunciada d'Aliança Obrera. Va desfilar nombrosament però pacífica fins a la plaça Sant Jaume reclamant armes pel poble i la República Catalana, i s'acabà amb una petita comissió que s'entrevistà amb el president Companys al Palau.

### Proclamació de l'Estat Català
Entre les 20:10 i les 20:20 Lluís Companys aparegué al balcó de la Generalitat acompanyat dels consellers i proclamà l'Estat Català dins de la República Federal Espanyola:
| «                                                                       | En aquesta hora solemne, en nom del poble i del Parlament, el Govern que presideixo assumeix totes les facultats del Poder a Catalunya, proclama l'Estat Català de la República Federal Espanyola i en restablir i fortificar la relació amb els dirigents de la protesta general contra el feixisme, els invita a establir a Catalunya el Govern Provisional de la República, que trobarà en el nostre poble català el més generós impuls de fraternitat en el comú anhel d'edificar una República Federal lliure i magnífica. | » |
| — Fragment de la proclamació de Lluís Companys el 6 d'octubre del 1934. | |   |

Després de l'eufòria inicial de la gent congregada a la plaça (i un intent d'hissar la bandera independentista), Pérez Farràs feu marxar aquells militants armats que volien quedar-se al palau. Mentrestant, la plaça Sant Jaume es va anar buidant tranquil·lament fins a restar deserta. Seguidament Companys es va comunicar amb el cap de l'exèrcit a Catalunya, el general Batet, tot demanant-li que es posés a les seves ordres, però aquest digué que no hi estava d'acord i va demanar-li una hora de temps. Durant aquest interval un ajudant de Batet va requerir per telèfon la presència del comandant Pérez Farràs, el cap dels Mossos d'Esquadra, a la seu de l'exèrcit, però aquest li respongué que no podia abandonar el seu lloc sense l'autorització del president de la Generalitat i que per tant li havia de fer aquesta petició a Companys. En aquesta trucada no es va informar en cap moment a Pérez Farràs de la declaració de l'estat de guerra.
Paral·lelament, a l'altre cantó de la plaça l'Ajuntament de Barcelona celebrava una sessió plenària però amb l'absència dels regidors lligaires i radicals, que feren boicot. L'alcalde Carles Pi i Sunyer hi presentava una moció en què s'exigia el retorn al tipus de república que s'havia proclamat a Barcelona el 14 d'abril del 1931. Duran i Ventosa va declarar que la Lliga hi estava en contra. Hi van votar a favor, doncs, els regidors dels partits nacionalistes d'esquerres: ERC, ACR, la breu escissió d'ERC PNRE, i la USC. Just quan l'alcalde i els regidors anaven a travessar la plaça es trobaren que l'exèrcit havia arribat i no pogueren sortir de l'ajuntament.

### Inici de l'enfrontament
Després de rebre la petició del president Companys també per escrit, el general Batet trucà a Madrid i seguidament va proclamar l'estat de guerra donant ordres a l'exèrcit de prendre posicions a la ciutat, malgrat que havia demanat una hora de temps a Companys per a respondre-li. Companys havia ordenat terminantment de no hostilitzar l'exèrcit durant aquesta hora, la qual cosa fou aprofitada pels militars per prendre posicions als llocs clau i acostar-se al Palau de la Generalitat: a les deu de la nit sortiren una bateria del regiment d'artilleria de muntanya i una companyia d'infanteria. A més a més cal tenir en compte que durant les hores següents van desaparèixer gairebé tots els Guàrdies d'Assalt concentrats a la seu de la Comissaria General d'Ordre Públic, a la Via Laietana, on només van restar-hi cinquanta homes sota el comandament del tinent coronel Ricart.

### Atac al Palau de la Generalitat
Poc després de la proclama de l'estat de guerra, des de la Conselleria de Governació veieren passar en direcció a la Via Laietana una companyia de soldats amb una bateria de muntanya, que seria la que posteriorment tractaria de prendre la Generalitat: Dencàs però, rebé ordres de no atacar-los abans d'acabar el termini d'una hora que havia demanat Batet. La mateixa companyia al cap de poc passà per davant de la CGPO, des d'on tampoc es va emprendre cap acció ni s'avisà la resta de forces lleials a la Generalitat.
A més a més, just en aquell moment els Mossos d'Esquadra, que no en sabien res, s'havien dividit en dos torns per anar a sopar: amb el dispositiu desprotegit (a excepció del Palau) s'adonaren amb sorpresa absoluta que l'exèrcit avançava pel carrer de Jaume I amb la bateria, i també pel paral·lel carrer de Llibreteria. Després d'uns instants en què el mateix comandant Pérez Farràs va parlamentar amb el comandant Fernández Unzué a Jaume I, els militars descarregaren la seva bateria de muntanya, i tot seguit respongueren els primers trets de fusell sense haver-se donat l'ordre de foc (probablement fou la parella de mossos que vigilava la cantonada de Llibreteria que va disparar quan els soldats que hi avançaven no respectaren l'alto que els havien cridat). Els pocs mossos de la plaça i els tres oficials que els comandaven entraren immediatament al Palau de la Generalitat sense que cap dels tres hagués usat la seva pistola. Poc després va arribar una companyia d'infanteria per donar suport a la bateria del carrer Jaume I i va resultar mort el capità que la comandava, i més tard el setge es va enfortir amb una companyia de metralladores. En aquells moments Pérez Farràs desconeixia si aquells soldats actuaven facciosament per compte propi o en canvi ho feien a les ordres del general Batet: certament la situació era aquesta darrera però els tres comandaments militars dels Mossos no havien estat avisats de la declaració del ban d'estat de guerra.
Mentrestant, a la Via Laietana, Miquel Badia, Cap de Serveis de la CGPO, juntament amb el comandant Claudín i altres membres d'Estat Català (entre els que es comptava el reforç d'un centenar de militants d'ERC pèssimament armats que arribaren més tard del districte segon), es feren forts en un local des d'on hostilitzaren l'exèrcit que ocupava la plaça de l'Àngel al principi del carrer Jaume I. Enmig dels tirotejos, Badia va enviar un oficial i alguns guàrdies d'assalt fins a la Generalitat demanant que els permetés prendre la metralladora que hi havia emplaçada i avançar amb ella pels terrats: volien agafar els militars entre dos focs.
A la Generalitat es va rebre una trucada des del teatre Novetats reclamant ordres pels 400 militants allí concentrats i informant que per la Rambla i altres punts de la ciutat deambulaven escamots ciutadans sense saber què fer.
Les hores avançaven fent la situació cada cop més insostenible. El mateix Frederic Escofet va detectar des del terrat del Palau que els soldats anaven ocupant els terrats de les cases veïnes entre els carrers Jaume I i Llibreteria per tal d'instal·lar-hi metralladores i morters. Tot i poder obrir foc sobre els que entraven per les d'aquest darrer carrer, Escofet no va donar l'ordre. A més a més, aviat el comandant Pérez Farràs va poder confirmar el rumor que en fer-se de dia l'aeronàutica naval bombardejaria el Palau de la Generalitat, fet que comunicà al president Companys i el govern reunit.

### Desercions a la Comissaria General d'Ordre Públic
A la seu de la Comissaria General d'Ordre Públic el seu cap Pere Coll i Llach va abandonar les seves funcions quan a les dues de la matinada del nou dia 7 d'octubre els guàrdies d'assalt allí reunits, en saber la declaració de l'estat de guerra, van votar de no enfrontar-se a l'exèrcit. Assabentats del fet, el president Companys i el comandant Pérez Farràs dels Mossos van determinar nomenar d'urgència el capità Frederic Escofet com a substitut per tal d'assumir el control del que quedés de les forces de seguretat i d'assalt i, juntament amb els Mossos d'Esquadra, fer una ofensiva conjunta contra els soldats estancats al carrer Jaume I i la plaça de l'Àngel, hostilitzats per la gent de Badia. Però quan Escofet va arribar a la comissaria l'ambient estava totalment desmoralitzat: per bé que quedaven nombrosos guàrdies, el tinent coronel Joan Ricart i el comandant Ricard Sala veien la situació perduda, i just a llavors marxaven diversos oficials a presentar-se davant de les autoritats militars. Escofet va intentar recompondre dues companyies de guàrdies d'assalt i fer venir a la comissaria els concentrats en teatres i cinemes, però resultà impossible i tothom s'estava desmobilitzant. A més es va assabentar massa tard de l'existència d'altres companyies possiblement concentrades a les diverses comissaries locals de la ciutat. Dencàs va prometre a Escofet per telèfon l'arribada de 400 militants armats (que no arribarien mai), i a través de la ràdio feia abrandades crides a la mobilització general de la població.
Mentrestant a la plaça Sant Jaume l'exèrcit havia instal·lat ja les metralladores en alguns terrats, cosa que va obligar a desallotjar el del palau de la Generalitat i fer parapets als balcons i les finestres.

### Rendició
A aquelles altures, la situació estava dominada ja per l'exèrcit i aquells que durant el dia anterior s'havien mobilitzat i concentrat pel cop ja s'havien dissolt. A l'alba, Escofet va comunicar al president Companys per telèfon que no podia realitzar la missió que li havia encomanat, i aquest va prendre la decisió de rendir-se.
El general Batet, tot i tenir ordres estrictes i dures de Madrid d'atacar, sabia que tenia la situació completament controlada: durant tota la nit havia deixat passar les hores esperant que es fes de dia, preveient la més que probable rendició o si més no la disminució de l'agitació. Companys va comunicar la rendició del govern de Catalunya per telèfon al general Batet a les sis del matí. Un quart d'hora després el comandant Fernández Unzué que manava les tropes de l'exèrcit situades al carrer Jaume I va entrar al palau de la Generalitat per detenir el govern català. En canvi a la Conselleria de Governació es va resistir el setge fins i tot després de la rendició de Companys, però finalment van escapar Josep Dencàs, Miquel Badia, diversos comandaments fidels de la Guàrdia d'Assalt, i alguns militants d'Estat Català. Dencàs i Badia van marxar a l'exili. Aquell matí del dia 7 d'octubre, els carrers anaren quedant buits de gent i tot anà tornant a la normalitat. Fins i tot, un representant de la CNT aconsellava per la ràdio tornar a la feina, tot i la vaga general.
Companys i tots els consellers foren detinguts (a excepció de Dencàs) juntament amb diversos diputats i el president del parlament Joan Casanovas. Tot seguit a l'Ajuntament detingueren també Carles Pi i Sunyer i els regidors que li feien costat. També foren concentrats i detinguts una nombrosa columna de lleials mossos i guàrdies d'assalt: Aproximadament foren centenars de persones les empresonades als vaixells "Uruguai" i "Ciudad de Cadis" ancorats al port de Barcelona (mentre que al de Tarragona ho foren en els vaixells "Manuel Arnús", "José Luis Díez", "Andalucia" i "Cabo Cullera"). En canvi els oficials que havien participat en la proclamació de la Generalitat foren empresonats al castell de Montjuïc: des del matí del dia 7 el comandant Pérez Farràs, capità Escofet i capità López Gatell, i en els dies successius n'hi van anar tancant altres com el comandant Jaume Bosch, el tinent coronel Joan Ricart.
Malgrat la gravetat dels fets, es considera que el general Batet aconseguí dominar la situació amb el mínim de destruccions i violència, actitud que li valgué atacs d'ambdós bàndols: de la dreta i d'alguns sectors militars per la seva feblesa, i dels vençuts per no posar-se a les seves ordres.
Poques hores després el govern espanyol va nomenar a dit el coronel Francisco Jiménez Arenas com a governador de Catalunya i també president accidental de la Generalitat, mentre que l'alcaldia accidental de Barcelona fou encarregada a un tinent coronel, i el Parlament de Catalunya fou ocupat per l'exèrcit. L'Estatut de Catalunya del 1932 també fou suspès, així que les institucions catalanes romangueren en un estat d'excepció.

## Morts en la revolta i repressió
Durant els Fets del sis d'octubre els actes de violència a Barcelona i a la resta de Catalunya varen causar 74 morts i 252 ferits. Entre els morts cal destacar-hiː
- Jaume Compte i Canelles i Manuel González Alba (dirigents del Partit Català Proletari) i Amadeu Bardina (del PCC), defensant l'edifici del CADCIː
- Josep López i Cumelles, Gaspar López (pare de l'anterior), Valentí Felipe i Jiménez, Salvador Echauri i Galvez, militants del Partit Comunista de Catalunya (PCC).
- Josep Duch i Torné, Ferran Moratona i Guasch, Guillem Rafart i Marcó, Francesc Bellat i Gomà, Francesc Piera i Esteve, David Redó, Josep Mª Bové i Aleu, membres dels Escamots per l'Estat Català.
- Joan Vilalata i Bonet, Enric Peralles i Fornos, Ventura Matamala de la Iglesia i Maximilià Biardeau, guàrdies d'assalt.
- Teresa Vives i Trilles, Isidre González i Guardiola, membres del Bloc Obrer i Camperol (BOC), i Josep Alabau, Josep Paysan, membres de l’Aliança Obrera (sense confirmar si eren del BOC o del PCC).
- Josep Giralt i Agramunt (Arderiu) i Joaquim Rubierol, pertanyents a la CNT.

Els revoltats van provocar la mort de 12 militars, 2 guàrdies civils, i 10 civils (molts dels quals en tiroteigs creuats) a diferents indrets.

## Conseqüències immediates
La justícia no només va empresonar els protagonistes principals de l'episodi, durant les setmanes següents el govern espanyol va estendre la repressió a tots els municipis de Catalunya, fins al punt que dos mesos després, el desembre de 1934, ja hi havia uns 3.400 presos polítics pels fets. Lluís Companys i els membres del seu govern foren empresonats i jutjats pel Tribunal de Garanties, que els va condemnar 30 anys de presó, i foren enviats als penals de Cartagena i de Santa María. Dencàs, però, que havia fugit, va marxar a l'exili. El comandant Pérez Farràs i el capità Escofet foren condemnats a mort, però el president Alcalà-Zamora va indultar-los tot commutant la pena per 30 anys d'empresonament major el 5 de novembre. Durant tot aquest temps foren usats com a vaixells-presó principals l'Uruguay a Barcelona (amb uns 2.500 presos consistents en polítics, funcionaris de la Generalitat i el govern espanyol, i diverses persones de professions liberals) i el Manuel Arnús a Tarragona (amb presos majoritàriament pagesos).
Es van prohibir diverses publicacions, entre les quals destacaren els diaris La Publicitat, L'Opinió, La Humanitat, El Diluvio, Solidaridad Obrera i la publicació setmanal La Rambla.

### Repressió de les institucions catalanes
El govern espanyol va suspendre l'autonomia catalana indefinidament, i va sostreure-li les competències d'ordre públic, justícia i ensenyament. Des del mateix 7 d'octubre la Generalitat havia quedat intervinguda per l'autoritat militar nomenant governador de Catalunya i president accidental de la Generalitat el coronel Francisco Jiménez Arenas.
Cent vint-i-nou ajuntaments governats majoritàriament per ERC foren dissolts i el governador va nomenar interinament els polítics locals de la Lliga, el Partit Radical i la CEDA.
La repressió fou generalitzada: Es va imposar el castellà com a llengua de la Generalitat, l'edifici que ocupava el Parlament va esdevenir caserna militar, es dissolgué el patronat de la Universitat Autònoma, es prohibiren les activitats dels partits, els sindicats i les associacions catalanistes i d'esquerres i es tancaren els seus locals.
La Llei de Contractes de Conreu fou derogada per les noves autoritats. En aquesta direcció es van impulsar fins a 1.400 judicis contra rabassers i parcers per desnonar-los de les terres.

### Conseqüències a ERC
Dins Esquerra Republicana de Catalunya els Fets del sis d'octubre van provocar una greu commoció interna que es manifestà en ésser amnistiats els participants als fets i ésser posats en llibertat. Des d'Estat Català s'acusà Companys i altres dirigents d'ERC d'haver provocat la derrota expressament de manera solapada per després culpar-ne a Estat Català i, així, treure's del damunt uns rivals polítics amb els quals tenien nombrosos enfrontaments interns d'ençà que fou creada ERC el 1931 (cada cop més forts des de la mort de Francesc Macià). Efectivament des d'ERC des de poc després de la detenció del govern s'iniciaria una forta campanya mediàtica en aquest sentit que dugué a tergiversar totalment els fets. Això, juntament amb l'assassinat dels germans Badia poc després que tornessin de l'exili, duria Estat Català (incloent-hi pràcticament totes les Joventuts d'Esquerra Republicana-Estat Català en bloc) a abandonar Esquerra Republicana de Catalunya. Això es produí després d'uns violents enfrontaments verbals entre Josep Dencàs i Lluís Companys en una de les sessions més agitades que ha viscut mai el parlament català (5 i 6 de maig). Durant aquells dos dies de sessions al Parlament es debaté molt intensament sobre el Sis d'Octubre i Dencàs acusà repetidament de traïdor a Companys aportant tot un seguit de proves de la seva actuació irregular que les actes del mateix Parlament testimonien que no pogueren ser rebatudes.

## Catalunya 1935-1936
El 10 de gener de 1935, Manuel Portela Valladares fou nomenat governador general de Catalunya en substitució del coronel Jiménez Arenas. De totes maneres pocs mesos després Portela va entrar com a ministre al nou govern de Lerroux el 23 d'abril i, per tant, fou substituït per Joan Pich i Pon com a tercer governador en poc temps, el qual va aconseguir formar un estrany govern de la Generalitat format per lliguers, radicals, cedistes i personalitats de dretes. A partir de llavors el govern espanyol va començar a restaurar parcialment algunes competències de la institució (hisenda, instrucció...), però no amb la plenitud que tenien abans dels Fets d'octubre. També aquell mes d'abril es va aixecar l'estat de guerra que havia estat vigent durant aquell mig any des del 6 d'octubre del 1934. La plenitud de les competències de l'estatut català i el restabliment del context democràtic a Catalunya no es recuperarien fins a les eleccions generals de 1936.
En resum, durant més d'un any les reformes i la modernitat aconseguides quedaren aturades en tots els camps. No seria fins al febrer de 1936 que unes eleccions generals tragueren de presidi el Govern de Catalunya amb una amnistia, i la Generalitat reprengué les seves funcions plenament. Si bé va ser un fet més simbòlic que pràctic, donada la curta durada d'aquell escenari, les conseqüències que se'n van desencadenar foren cabdals i considerades un preàmbul de la Guerra Civil.